# Microcoelia konduensis
Microcoelia konduensis är en orkidéart som först beskrevs av De Wild., och fick sitt nu gällande namn av Victor Samuel Summerhayes. Microcoelia konduensis ingår i släktet Microcoelia och familjen orkidéer. Inga underarter finns listade i Catalogue of Life.